# Jakob Engel-Schmidt
Jakob Engel-Schmidt (ur. 24 października 1983 w Birkerød) – duński polityk, deputowany, od 2022 minister kultury.

## Życiorys
W 2004 został oficerem rezerwy duńskich sił zbrojnych, a w 2010 uzyskał magisterium z biznesu międzynarodowego w Copenhagen Business School. Zaangażował się w działalność polityczną w ramach liberalnej partii Venstre, w latach 2009–2011 pełnił funkcję przewodniczącego jej młodzieżówki Venstres Ungdom. Pracował w zrzeszeniu przemysłowym DI i stowarzyszeniu przedsiębiorców. W latach 2013–2015 i 2016–2019 był posłem do Folketingetu (od 2017 przebywał na urlopie, nie wykonując faktycznie mandatu). Od 2015 był dyrektorem szkoły Niels Brock. Funkcję tę utracił, gdy w 2018 ujawniono, że w poprzednim roku został zatrzymany w trakcie prowadzenia samochodu pod wpływem kokainy. Przestał też w konsekwencji udzielać się jako panelista jednego z programów telewizji TV 2 News. W 2019 objął stanowisko dyrektorskie w firmie lobbingowej Rud Pedersen.
W 2021 dołączył do ugrupowania Moderaterne, które założył były premier Lars Løkke Rasmussen. Został sekretarzem tej partii do spraw politycznych i kierownikiem jej biura. W wyniku wyborów w 2022 powrócił do duńskiego parlamentu. W grudniu 2022 powołany na ministra kultury w koalicyjnym rządzie Mette Frederiksen.